# Дзьоган болівійський
Дзьога́н болівійський (Veniliornis frontalis) — вид дятлоподібних птахів родини дятлових (Picidae). Мешкає в Аргентині і Болівії.

## Опис
Довжина птаха становить 14-16 см, вага 30-40 г. Верхня частина тіла оливкова з золотистим відтінком, поцяткована білими смужками. Плечі поцятковані білими плямками. нижня частина тіла чорнувата, поцяткована білими плямками. У самиць лоб, тім'я і потилиця коричневі, поцятковані білими плямками. У самців лоб коричневий, поцяткований білими плямками, тім'я і потилиця червоні.

## Поширення і екологія
Болівійські дзьогани мешкають в Андах в Болівії (на південь від Кочабамби) та на північному заході Аргентини (на південь до Тукуману) Вони живуть у вологих гірських тропічних лісах Юнги. Зустрічаються на висоті до 2000 м над рівнем моря.